# Boonsak Ponsana
Boonsak Ponsana (thai: บุญศักดิ์ พลสนะ, født 22. februar 1982) er en thailandsk badmintonspiller. Han har ingen større internationale mesterskabstitler, men vandt Indian Open i 2008. Boonsak har repræsenteret Thailand ved OL siden sommer-OL 2000. I 2008 røg han ud i anden runde mod Sony Dwi Kuncoro fra Indonesien. Han er storebror til badmintonspilleren Salakjit Ponsana.